# James Aggrey
James Emman Kwegyir Aggrey, född 18 oktober 1875 i Anomabo i Ghana, död 30 juli 1927 i Harlem, New York, var en ghanansk intellektuell och missionär. 
Efter skolgång vid en metodistskola, där Aggrey genom sina flitiga studier redan vid unga år utsågs till rektor, utvaldes han vid 23 års ålder 1889 för att resa till USA och utbildas till missionär. Han bosatte sig i North Carolina och studerade vid Livingstone College. 1905 gifte han sig med Rose Douglas från Virginia i USA, och fick med henne fyra barn.
Aggrey doktorerade 1912 i teologi, och 1914 i Osteopati. Under 20-talet fick han möjlighet att återvända till Afrika, där han reste i bland annat Sierra Leone, Liberia, Kamerun och Nigeria. Under sina resor träffade han, och gjorde intryck på, ett flertal afrikaner som skulle komma att göra politiskt avtryck på kontinenten, inklusive Hastings Kamuzu Banda, blivande president av Malawi och Kwame Nkrumah, senare Ghanas förste president. Aggreys främsta budskap var vikten av utbildning.
Under ett besök i Sydafrika höll han ett tal som var kritiskt mot både vita och svarta, samtidigt som han manade till etnisk harmoni:
"I don’t care what you know; show me what you can do. Many of my people who get educated don’t work, but take to drink. They see white people drink, so they think they must drink too. They imitate the weakness of the white people, but not their greatness. They won’t imitate a white man working hard... If you play only the white notes on a piano you get only sharps; if only the black keys you get flats; but if you play the two together you get harmony and beautiful music."
1924 utsågs Aggrey av Guldkustens guvernör Sir Frederick Gordon Guggisberg till förste vicerektor vid Achimota College i Accra. Han flyttade med sin familj och sina barn till universitetet, norr om Accra.
I maj 1927 återvände han till USA, och i juli togs han in på ett sjukhus i Harlem, New York. Han avled senare samma månad.

## Fotnoter
1. 1 2  SNAC, SNAC Ark-ID: w6sn0z03, läs online, läst: 9 oktober 2017.[källa från Wikidata]
2. ↑  Magnus Sampson, Makers of Modern Ghana, Accra: Anowuo Educational Publications, 1969, s 143.
3. ↑  Umteteli wa Bantu, 23 April 1921 , quoted in ”The Black and White Keys of the Piano”. Arkiverad från originalet den 4 mars 2016. https://web.archive.org/web/20160304185310/http://intl.feedfury.com/content/35730246-the-black-and-white-keys-of-the-piano.html. Läst 7 oktober 2012.